# Karol Šiška
Karol Šiška (19. března 1906 Selenča – 12. dubna 2000 Senec) byl slovenský a československý lékař, vysokoškolský učitel, předseda Slovenské akademie věd, politik Komunistické strany Slovenska a poslanec Sněmovny národů Federálního shromáždění za normalizace. V roce 1968 provedl se svým týmem první transplantaci srdce v Československu.

## Biografie
Pocházel z etnicky slovenské obce Selenča v regionu Vojvodina (dnes součást Srbska). Maturoval ve městě Szarvas a Novi Sad a vystudoval Lékařskou fakultu Univerzity Karlovy v Praze. Po promoci působil v Praze, pak byl primářem nemocnice v Dolném Smokovci a primářem léčebny tuberkulózy ve Vyšných Hágách. Za Slovenského národního povstání se přidal k povstalcům a byl velitelem první partyzánské polní nemocnice ve Starých Horách. Po průchodu fronty se připojil k 1. československému armádnímu sboru Ludvíka Svobody jako šéfchirurg. Po válce působil jako lékař v Bratislavě. Byl pověřen zbudováním centra pro hrudní chirurgii. V 50. letech provedl první úspěšnou operaci srdce s mimotělním oběhem v Československu. Podobné zákroky prováděl i v zahraničí.
Působil jako profesor Univerzity Komenského v Bratislavě. Dne 9. července 1968 provedl na II. chirurgické klinice Lékařské fakulty Univerzity Komenského v Bratislavě spolu s MUDr. Ladislavem Kuželou první transplantaci srdce v Československu. Od roku 1953 byl členem-korespondentem a od roku 1955 akademikem Slovenské akademie věd, jejímž předsedou byl v letech 1970–1974. V roce 1960 se zároveň stal členem-korespondentem a od roku 1962 i akademikem Československé akademie věd. V roce 1969 se navíc stal zahraničním členem Akademie věd Sovětského svazu a roku 1974 Akademie věd Německé demokratické republiky. V roce 1961 mu byl udělen Řád práce, roku 1971 titul Hrdina socialistické práce a roku 1960 Národní cena Slovenské socialistické republiky.
Angažoval se i politicky. V letech 1958–1972 se uvádí jako účastník zasedání Ústředního výboru Komunistické strany Slovenska. V letech 1958–1962 byl členem ÚV KSS. Zastával i stranické funkce na celostátní úrovni. XII. sjezd KSČ ho zvolil za člena Ústředního výboru Komunistické strany Československa. Ve funkci ho potvrdil XIII. sjezd KSČ a XIV. sjezd KSČ. Na členství v ÚV KSČ rezignoval v květnu 1974.
Ve volbách roku 1971 zasedl do slovenské části Sněmovny národů (volební obvod č. 80 – Vinohrady, Bratislava). Ve FS setrval do konce funkčního období, tedy do voleb roku 1976.